# 하장면
하장면(下長面)은 대한민국 강원특별자치도 삼척시의 면이다.

## 개요
하장면은 해발 650 ~ 810m의 산간 고랭지대로 삼척시 소재지와 기후차가 30일이 난다. 대단위 고랭지 채소 재배 단지로 지역 총소득의 75%를 점유하고 있다. 그리하여 깨끗한 물, 계곡, 청정 자연환경과 함께하는 고원지대이며, 친환경 농법으로 고랭지 배추,고추 및 산채 등 농특산물을 생산하는 고장이다.

## 연혁
- 조선 인조 9년(1631년) : 삼척부 장생리(長生里) (현 태백시 지역포함, 삼척부의 9개 행정구역중 1개리)
- 조선 영조 14년(1783년) : 장생리를 "상장성(上長省)"과 "하장성(下長省)"으로 분리
- 조선 순조 원년(1801년) : "하장성(下長省)" 을 "하장면(下長面)"으로 개칭
- 1910년 : 갈전리에 면사무소 설치
- 1914년 : 갈전리에서 광동리로 면사무소 이전 신축
- 1914년 : 도상면(道上面, 현 동해시) 군대, 가목, 도전 3개리 병합[2]
- 1964년 2월 1일 : 역둔출장소 설치
- 1973년 7월 1일 : 가목리, 도전리가 정선군 임계면으로 편입됨[3]
- 1994년 12월 26일 : 상사미, 하사미 1.2리, 원동리, 조탄리 등 5개리를 태백시에 이관[4]
- 1995년 1월 1일 : 삼척군과 삼척시가 통합됨에 따라 "삼척군 하장면"을 "삼척시 하장면"으로 개칭[5]
- 1999년 10월 25일 : 하장면역둔출장소를 역둔민원중계소로 축소

## 법정리
- 중봉리(中峰里)
- 번천리(番川里)
- 숙암리(宿岩里)
- 광동리(廣洞里)
- 장전리(長田里)
- 추동리(楸洞里)
- 갈전리(葛田里)
- 토산리(兎山里)
- 공전리(公田里)
- 둔전리(屯田里)
- 역둔리(易屯里)
- 대전리(大田里)
- 용연리(龍淵里)
- 한소리(汗沼里)
- 판문리(板門里)
- 어리(於里)

## 교육
- 하장초등학교
  - 역둔분교 - 하장면 오두재로 166 (역둔리)
  - 번천분교 (폐교) - 하장면 두타로 481 (번천리)
  - 갈전분교 (폐교) - 하장면 백두대간로 3283 (갈전리)
  - 토산분교 (폐교) - 하장면 벌문재로 1009 (토산리)
- 역둔초등학교 판문분교 (폐교) - 하장면 판문길 246 (판문리)
- 갈전초등학교 추동분교 (폐교) - 하장면 추동1길 88 (추동리)
- 하장중학교
- 하장고등학교

## 관광
- 두타산, 청옥산, 고적대
- 중봉계곡(12당골), 장군바위
- 댓재공원

## 특산물
- 고랭지 채소(배추, 풋고추, 딸기, 토마토)
- 산채
- 대마
- 약초